# Honey, I Shrunk the Audience
Honey, I Shrunk the Audience (lett. "Tesoro, ho ristretto il pubblico") è un film del 1994 diretto da Randal Kleiser.
Noto anche come The AstroMind Professor 3D, l'opera venne creata in esclusiva per l'omonima attrazione in 3D dei parchi a tema di proprietà Disney, relazionato alla celebre serie cinematografica Tesoro, mi si sono ristretti i ragazzi.
La Kodak ha funto da sponsor per l'opera in tutti parchi a tema Disney che hanno proiettato il corto, fatta eccezione per Tokyo Disneyland, dove è stata sostituita dalla compagnia di credito Japan Credit Bureau.

## Trama
All'Imagination Institute Theatre è in corso la cerimonia di premiazione per il "Inventor of the Year", assegnato al professor Wayne Szalinski. In vista di una dimostrazione pratica dei propri lavori, gli spettatori vengono invitati a indossare gli "occhiali di sicurezza".
Inizia quindi il corto, l'equipaggio del dottore che è momentaneamente sparito, si mette alla sua ricerca, quando all'improvviso vengono tutti miniaturizzati e trasportati in un mezzo chiamato "Hoverpod".
Accidentalmente, Wayne preme sul tasto di comando guidato e la macchina diventa fuori controllo, distruggendo l'istituto e l'insegna "Inventor of the Year Award" viene catapultata addosso al pubblico, formando dalle macerie la scritta "Nerd".
Il figlio di Wayne, Nick, nel frattempo illustra alcune delle altre invenzioni del padre non sapendo cosa fare nell'arco di tempo per le ricerche dell'equipaggio scomparso del padre. Anche in questo caso niente va per il verso giusto, e dei topi iniziano a correre verso gli spettatori mentre appare un leone olografico "Holo-Pet" nelle loro facce.
Mentre che lo spettacolo salta del tutto, Wayne riesce a usare la sua macchina per contrarre nuovamente la dimensione, facendola tornare alla normalità. Per cercare di controvertire la figuraccia di prima, usa il macchinario per ridurre la massa di alcuni bagagli, facendo risparmiare tempo prezioso e denaro a una famiglia in viaggio che non aveva posto a sufficienza nel baule.
Purtroppo, la macchina va nuovamente fuori controllo e questa volta miniaturizza l'intero pubblico, compreso Nick che finisce nel raggio d'azione nel tentativo di salvare il dottor Channing dal restringimento. Gli spettatori divengono preda di Adam, il figlio più giovane di Wayne, che sobbalza il teatro e con un lampo accecante del flash fotografico scatta una foto al pubblico, il suo "piccolo popolo di mamma". Channing, dopo aver persuaso Adam dal rimettere le cose a posto, lo convince a mettere il teatro nella sua posizione originale.
Il pitone di Nick, Gigabyte, molto più grande del pubblico in miniatura, essendo stato a digiuno per tutto l'arco della giornata, si avvicina loro per mangiarli, ma viene allontanato dall'intervento in extremis di Quark, il cane di Szalinski. Wayne aggiusta la macchina sull'ultimo e restituisce al pubblico le loro dimensioni normali, ma Quark viene colpito per un istante dal raggio e scappa via dietro le quinte.
Wayne accetta il premio e comincia il suo discorso, quando viene interrotto da un Quark ingigantito, che chiude definitivamente il corso della cerimonia. Il sipario cala, e gli spettatori odono solamente le voci dell'equipaggio mentre cercano di fermare il cane dallo schiacciarli tutti. Il cane gigante da diero le tende emette uno starnuto che arriva al pubblico presente, con gli uomini del dietro le quinte che commossi continuano a fare il loro lavoro.

## Musiche
La colonna sonora originale è stata realizzata da Bruce Broughton.
Nel corto fa apparizione la canzone True Colors, utilizzata come parte di un'anteprima del film dalla Kodak. Il testo è interpretato da due artisti sconosciuti a Epcot e da Cyndi Lauper per la versione di Disneyland Resort Paris.

## Proiezione
- 21 novembre 1994 - 9 maggio 2010 negli Stati Uniti d'America (Honey, I Shrunk the Audience) - Epcot, "Future World"
- 15 aprile 1997 - 9 maggio 2010 in Giappone (MicroAdventure) - Tokyo Disneyland, "Tomorrow Land"
- 22 maggio 1998 - 4 gennaio 2010 negli Stati Uniti d'America (Honey, I Shrunk the Audience) - Disneyland, "Tomorrow Land"
- 28 marzo 1999 - 3 maggio 2010 in Francia (Chérie, j'ai rétréci le public) - Disneyland Paris, "Discovery Land"